# José Santa María Escobedo
José María Santa María Escobedo Lavandero (1790 - 1868). Hijo del militar español Manuel de Santa María y Escobedo, gobernador del Archipiélago Juan Fernández e Intendente de Coquimbo en 1817, bajo el régimen español previo a la caída en la batalla de Chacabuco. Se ordenó presbítero en 1821. 
Diputado propietario por Osorno y Llanquihue (1825-1826), representando al bando pipiolo. Luego de su paso por el Congreso, volvió a sus actividades eclesiásticas, siendo capellán de la Iglesia de San Pablo de Santiago (1829-1834).
Capellán del Hospital de San Borja (1843-1862) y Cura del Sagrario (1862-1868). Donó una quinta situada en la calle Bellavista, para que se erigiera un beatario, que posteriormente fue el Monasterio de la Purísima. 